# 1674
1674 (MDCLXXIV) byl rok, který dle gregoriánského kalendáře započal pondělím.

## Události
- Maráthové porážejí mughalskou říši.

## Kultura, věda
- 11. říjen – Drama Pierre Corneille Surena má premiéru v Paříži

### Probíhající události
- 1652–1689 – Rusko-čchingská válka
- 1672–1674 – Třetí anglicko-nizozemská válka
- 1672–1678 – Francouzsko-nizozemská válka
- 1674–1679 – Skånská válka

## Narození

### Česko
- 26. února – Václav Antonín Chotek, šlechtic a politik († 2. května 1754)
- 12. března – Jeroným Colloredo-Waldsee, šlechtic († 2. února 1726)
- 19. srpna – František Maxmilian Kaňka, český barokní architekt († 14. července 1766)
- neznámé datum
  - Jan Ota Václav z Nostic, šlechtic a spisovatel († 16. dubna 1751)

### Svět
- 22. ledna – Dorotea Marie Sasko-Gothajsko-Altenburská, německá vévodkyně († 18. dubna 1713)
- 26. března – Jérôme Phélypeaux, hrabě de Pontchartrain, francouzský šlechtic a státník († 8. února 1747)
- 05. dubna – Alžběta Žofie Braniborská, kuronská vévodkyně († 22. listopadu 1748)
- 18. dubna – Charles Townshend, 2. vikomt Townshend, britský státník a diplomat († 21. června 1738)
- 02. srpna – Filip II. Orleánský, francouzský princ, regent Ludvíka XV. († 1723)
- 28. července – Charles Boyle, 4. hrabě z Orrery, britský generál a šlechtic († 28. srpna 1731)
- 17. září – Arnošt August, vévoda z Yorku a Albany, mladší bratr britského krále Jiřího I. († 14. srpna 1728)
- 01. listopadu – Sergio Pola, italský kněz, titulární biskup famagustský († 1748)
- 07. listopadu – Kristián III. Falcko-Zweibrückenský, německý šlechtic († 3. února 1735)
- 18. listopadu – Luisa Marie Anna Bourbonská, nemanželská dcera francouzského krále Ludvíka XIV. († 15. září 1681)
- neznámé datum
  - Jethro Tull, anglický agronom († 21. února 1741)
  - Giacomo Antonio Corbellini, italský štukatér a mramorosochař († 30. prosince 1742)
  - Jeremiah Clarke, anglický barokní hudební skladatel († 1. prosince 1707)

## Úmrtí

### Česko
- 30. července – Karel Škréta, český malíř (* 1610)
- 02. listopadu – Adam Matyáš z Trauttmansdorffu, rakouský šlechtic a nejvyšší maršálek Českého království (* 1617)
- 04. prosince – Jan z Rottalu, moravský šlechtic rakouského původu (* 1605)
- neznámé datum
  - Servác Engel z Engelsflussu, šlechtic a baron (* 1605)

### Svět
- 12. ledna – Giacomo Carissimi, italský hudební skladatel raného baroka (* 1605)
- 10. února – pohřben Leonaert Bramer, nizozemský malíř (* 24. prosince 1596)
- 22. února
  - Jean Chapelain, francouzský básník (* 4. prosince 1595)
  - John Wilson, anglický loutnista, hudební skladatel a zpěvák (* 5. dubna 1595)
- 24. února – Matthias Weckmann, severoněmecký barokní hudební skladatel (* 1616)
- 18. dubna – John Graunt zakladatel demografie (* 24. dubna 1620)
- 14. května – Ján Bayer, slovenský spisovatel, filozof a pedagog (* 1630)
- 02. července – Eberhard III. Württemberský, württemberský vévoda (* 16. prosince 1614)
- 12. srpna – Philippe de Champaigne, francouzský malíř (* 26. května 1602)
- 12. září – Nicolaes Tulp, nizozemský lékař a amsterodamský starosta (* 9. října 1593)
- 19. září – Louis-Henri de Pardaillan de Gondrin, francouzský římskokatolický duchovní (* 1620)
- 31. října – Ján Simonides, slovenský římskokatolický kněz, jezuita, mučedník (* 27. prosinec 1639)
- 08. listopadu – John Milton, anglický básník (* 1608)
- 09. prosince – Edward Hyde, 1. hrabě z Clarendonu, anglický státník, politik a spisovatel (* 18. února 1609)
- neznámé datum
  - Čhöjing Dordže, 10. tibetský karmapa školy Karma Kagjü (* 1604)
  - Chu Čeng-jen, čínský malíř, kaligraf, řezbář pečetí (* 1584)

## Hlavy států
- Anglie – Karel II. (1660–1685)
- Francie – Ludvík XIV. (1643–1715)
- Habsburská monarchie – Leopold I. (1657–1705)
- Osmanská říše – Mehmed IV. (1648–1687)
- Polsko-litevská unie – Jan III. Sobieski (1674–1696)
- Rusko – Alexej I. (1645–1676)
- Španělsko – Karel II. (1665–1700)
- Švédsko – Karel XI. (1660–1697)
- Papež – Klement X. (1670–1676)
- Perská říše – Safí II.